# Семенуха Роман Сергійович
Роман Сергійович Семенуха (нар. 30 липня 1977, м. Харків) — український політик, народний депутат України VIII скликання.

## Життєпис
Народився 30 липня 1977 року в м. Харкові.
У 1994 році закінчив загальноосвітню школу № 104 м. Харкова. У 2009 році закінчив Харківський державний університет харчування та торгівлі за спеціальністю «Економіка підприємства» та отримав диплом магістра. У період 2008–2010 років навчався в Міжнародному інституті менеджменту «ЛІНК» (в рамках програм MBA).
З 2002 по 2004 р. працював у компанії ТОВ «Матадор».
З 2004 по 2007 р. працював у компанії «Ефект-фарм».
З 2010 року був комерційним директором у ТОВ «Полігон».
З 2013 року є засновником компанії «Інтехсофт».
З 1997 року по 2002 рік активно займався громадською діяльністю. За цей час був членом громадських організацій «Українська студентська спілка», «Молодий Рух». Очолював Молодий Рух на Харківщині. Був членом політичних партій «Народний Рух України», «Народний Рух України за єдність».
3 2014 року є членом політичної партії Об'єднання «Самопоміч».
З березня 2021 року — заступник голови Харківської обласної державної адміністрації.
Станом на грудень 2022 року був заступником начальника Харківської обласної військової адміністрації.

## Політична діяльність
Член Комітету Верховної Ради України з питань інформатизації та зв'язку. Член Постійної делегації у Парламентській асамблеї Організації Чорноморського економічного співробітництва. За даними письмової реєстрації, присутній на 92 % засідань ВР.
За даними проєкту PolitEyes, Роман Семенуха був найбільш ефективним ініціатором правок до законопроєктів у ВР VIII скликання. За його ініціативою було прийнято 797 правок до законопроєктів.
Був членом проводу та політради політичної партії "Об'єднання "Самопоміч", головою Харківської обласного осередку партії.
Кандидат у народні депутати від «Самопомочі» на парламентських виборах 2019 року, № 12 у списку.
З листопада 2020 року обраний до Харківської обласної ради VIII скликання від Шевченківського району м. Харкова від політичної партії «Слуга Народу». Член постійної комісії з питань бюджету Харківської обласної ради.

## Нагороди
- Нагороджений Почесною грамотою Харківської обласної державної (військової) адміністрації, розпорядження № 128В від 19 серпня 2022 року з нагоди Дня Незалежності України.[5].
- Наказом № 211 командувача угрупування військ «Харків» від 23.08.2022 року нагороджений пам'ятною медаллю «За оборону міста-героя Харків».
- Указом Президента України № 847/2022 від 7 грудня 2022 року, «за вагомий особистий внесок у державне будівництво, розвиток місцевого самоврядування, громадянську мужність і самовідданість, виявлені під час захисту державного суверенітету та територіальної цілісності України в умовах воєнного стану, вірність Українському народові», нагороджений орденом Данила Галицького

## Родина
Розлучений. Має двох доньок та сина.